# Arian
Arian – imię męskie, pochodzenia prawdopodobnie grecko-łacińskiego. Jego patronem jest św. Arian, wspominany razem ze św. Teotykiem.
Żeńskim odpowiednikiem jest Ariana.
Arian imieniny obchodzi 8 marca (jako wspomnienie świętych Teotyka i Ariana) i 18 września.
W innych językach:
- (chorw.) Ar(i)jan

Znane osoby noszące to imię:
- Arijan Ademi – piłkarz chorwacki pochodzenia albańskiego
- Arjan Beqaj – piłkarz albański
- Arijan Komazec – były chorwacki koszykarz

Zobacz też:
- Flawiusz Arrian – grecki historyk
- Adrian